# Регулярные тепловые режимы
Для того чтобы ввести понятие регулярного теплового режима, рассмотрим процесс охлаждения (нагрева) в среде с постоянной температурой произвольного по форме однородного и изотропного тела, начальное распределение температур в котором в начальный момент времени τ = 0 задано известной функцией координат f(x, y, z,0)=T0. В целях упрощения записи будем, не уменьшая общности, считать температуру окружающей среды Tf = const.
Уравнение теплопроводности в безразмерных переменных записывается как:
{\displaystyle {\partial \Theta  \over \partial Fo}=\nabla ^{2}\Theta } , где
- {\displaystyle {\mathit {\Theta }}={\frac {T-T_{f}}{T_{0}-T_{f}}}} — безразмерная температура
- T = текущая температура тела
- Tf = температура среды
- T0 = начальная температура тела
- Fo = Число Фурье

Решением данного уравнения при изложенных выше условиях является ряд вида:
{\displaystyle \sum _{n=1}^{\infty }A_{n}\phi _{n}exp(-m_{n}Fo)},
где {\displaystyle \phi _{n}=\phi _{n}({\overline {x}},{\overline {y}},{\overline {z}},Bi)} (где Bi — число Био), а {\displaystyle A_{n}} зависит от начальных условий.
Рассматривая поведение данного ряда с течением времени (то есть с ростом Fo), приходим к выводу, что члены {\displaystyle m_{1},m_{2}...m_{n}} убывают во времени, причём с неодинаковой скоростью. Члены высших порядков убывают быстрее и через некоторое время становятся пренебрежимо малы. Поэтому температура в любой точке тела задолго до достижения им температуры окружающей среды будет определяться, по существу, первым членом ряда, то есть следовать простому экспоненциальному закону:
{\displaystyle \Theta =A_{1}\phi exp(-m_{1}Fo)}.
Момент, когда изменение температуры всех точек тела можно считать следующим этому простому закону, называют началом регулярного, то есть упорядоченного режима.
В зависимости от характера изменения температуры окружающей среды Tf во времени различают регулярные режимы трёх родов. 

## Регулярный режим первого рода
Рассмотренное выше условие Tf=const определяет регулярный режим первого рода. Признак регуляризации режима 1-го рода состоит в том, что изменение температуры в каждой точке системы происходит по экспоненте, одинаковой для всех точек:
{\displaystyle T-T_{f}=C_{1}\nu exp(-m\tau )}, {\displaystyle C_{1}=const}, {\displaystyle \nu =\nu (x,y,z)},
где m — темп нагрева, который для малых чисел Био (Bi<<1) определяется как:
{\displaystyle m=-{\partial ln(T-T_{f}) \over \partial \tau }=-{\frac {\alpha F}{\rho cV}}}, где
- F — площадь поверхности тела
- α — коэффициент теплоотдачи
- ρ — плотность тела
- c — теплоёмкость тела.

Для произвольных Bi вводится коэффициент неравномерности температурного поля ψ, который можно определить как отношение средней по поверхности безразмерной температуры к средней безразмерной температуре по объёму. В предельном случае, когда число Био стремится к бесконечности, ψ=0 
Тогда выражение для темпа нагрева принимает вид:
{\displaystyle m=-{\partial ln(T-T_{f}) \over \partial \tau }=-\psi {\frac {\alpha F}{\rho cV}}}.

## Регулярный режим второго рода
Наступает, когда скорость изменения температуры становится, во-первых, постоянной, общей для всех точек тела, и, во-вторых, равной скорости изменения температуры внешней среды:
{\displaystyle {\partial T \over \partial \tau }={\partial T_{f} \over \partial \tau }=b}

## Регулярный режим третьего рода
Регулярный режим третьего рода реализуется в случае гармонических колебаний температуры среды около некоторой средней температуры.
{\displaystyle T_{f}=T_{f0}+Acos(\omega \tau )}
Температура любой точки тела колеблется около своего среднего значения с тем же периодом, что и температура окружающей среды, то есть с периодом, одинаковым для всех точек тела:
{\displaystyle T=Psin(\omega \tau )+Qcos(\omega \tau )=T_{0}+Bcos(\omega \tau -\phi )}
где φ, T0, P, Q, B — функции координат. (Эти колебания происходят с иной амплитудой, а также могут быть смещены по фазе по сравнению с колебаниями температуры окружающей среды.)